# Juniwka
Juniwka – wieś na Ukrainie, w obwodzie wołyńskim, w rejonie włodzimierskim. W 2001 roku liczyła 218 mieszkańców.
Do 2020 w rejonie łokackim. 